# George Dunning
George Garnett Dunning (17. listopadu 1920, Toronto – 15. února 1979) byl kanadský ilustrátor a filmový animátor.
Narodil se v Torontu a studoval v Kanadě na Ontario College of Art. Brzy našel práci na volné noze jako ilustrátor. Dunning vstoupil do National Film Board of Canada (NFB) v roce 1943. V letech 1944-1947 vytvořil mnoho originálních krátkých filmů a zdokonalil své dovednosti animátora. V roce 1948 pracoval rok pro UNESCO v Paříži pod vedením animátora českého původu Bertholda Bartosche.
V roce 1949 s kolegou Jimem McKayem vytvořili jedno z prvních animačních studií v Torontu, Graphic Associates, kde produkovali komerci. V roce 1956 se přestěhoval do Anglie, aby zde zřídil novou pobočku United Productions of Amerika (UPA) v Londýně.
Od roku 1961 Dunningova produkční společnost TVC produkovala kolem stovky komerčních filmů ročně.
Vytvořil film, se kterým bude navždy spojován: Yellow Submarine (film).(1968)

## Filmografie

### Režisér

#### Kinofilm
- 1968: Yellow Submarine

#### Krátké filmy
- 1944: Grim Pastures
- 1944: Chants populaires nº 2
- 1944: Chants populaires nº 3
- 1944: Chants populaires nº 4
- 1945: The Three Blind Mice
- 1947: Cadet Rousselle
- 1950: Family Tree
- 1959: The Apple
- 1962: The Flying Man
- 1963: The Apple
- 1965: The Ever-Changing Motor Car
- 1969: Hands, Knees and Bumps a Daisy
- 1972: Damon the Mower

### Producent
- 1962: The Flying Man (krátký film)
- 1963: The Apple (krátký film)
- 1964: The Insects (krátký film)
- 1965: Charley (televizní film)
- 1965–1967: The Beatles (Televizní série, 33 Episod)
- 1975: Safety Senses (krátký dokumentární film)